# Ganna Gryniva

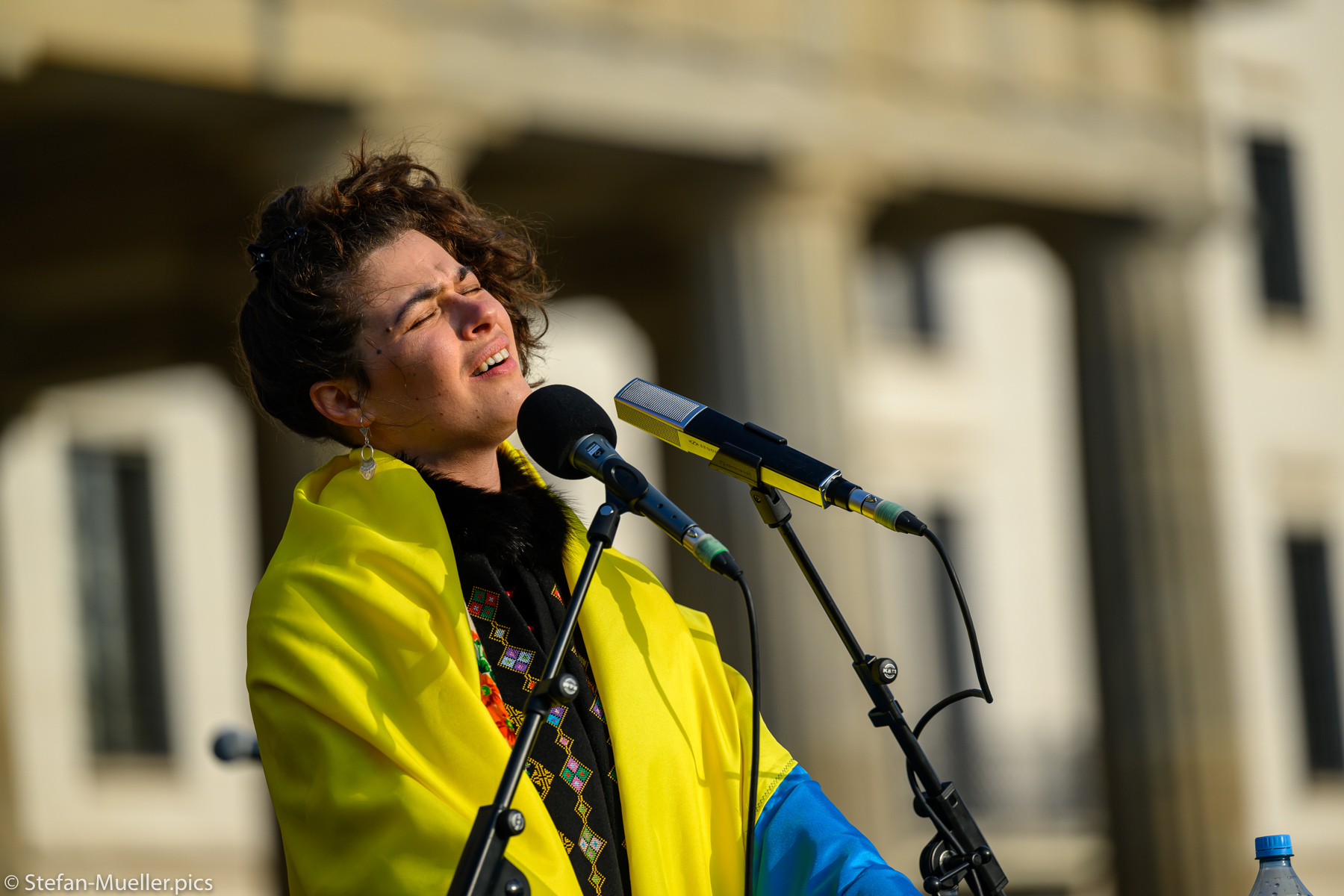
Ganna Gryniva singt beim 10. globalen Klimastreik von Fridays for Future, 2022

Ganna Gryniva (ukrainisch Ганна Гриніва Hanna Hryniwa; * 4. Juli 1989) ist eine ukrainische Jazzmusikerin (Gesang, Piano, Komposition). In ihrem Schaffen kombiniert sie verschiedene Musikwelten von Jazz über ukrainischen Folk bis hin zur klassischen Musik und zur Improvisation. Sie lebt in Berlin.

## Leben und Wirken
Ganna Gryniva wuchs im Haus ihrer Großeltern väterlicherseits im Dorf Wyschnjaky (Вишняки) im Westen der ukrainischen Oblast Kiew auf. Ihr Vater ist Philologe und ihre Mutter klassische Pianistin.
Mit 13 Jahren zog sie mit ihrer Familie nach Deutschland, wo sie das Gymnasium Carolinum in Bernburg besuchte. Sie studierte zunächst Philosophie an der Universität Leipzig bis zum Bachelor, dann Improvisierten Gesang an der Hochschule für Musik Franz Liszt Weimar bei Michael Schiefel, Jeff Cascaro und Frank Möbus.
Gryniva initiierte 2014 die Band Dyki Lys, die 2016 ihre EP City Hunter vorlegte und sich deutschlandweit vorstellte. 2017 wurde Gryniva als Sängerin und Komponistin zum internationalen Nachwuchsprojekt CHAUD! eingeladen, um Musik für ein Jazzorchester unter der Leitung von Christoph Cech zu schreiben. Es folgten eine Albumproduktion sowie Auftritte in Deutschland, Österreich und der Schweiz. Mit ihrer Band Ganna tourte sie mehrfach in Deutschland. Daneben traten Gastauftritte als Solistin im Gewandhaus Leipzig und Kaisersaal Erfurt sowie ein Auftritt in Pretoria bei der UNISA Voice Competition. 2018 veröffentlichte sie ein Album mit der Gruppe Nachtfarben; ihr Debütalbum mit Ganna folgte 2020.  Das Repertoire für das Folgealbum Home, acht Folksongs aus der Ukraine, wurde schon lange vor dem russischen Angriffskrieg zusammengetragen. Ihr 2023 erscheinendes Album Kupala, auf dem sie unter Nutzung von Loops und weiteren Effekten in Duo-Besetzung mit dem Schlagzeuger Julian Sartorius arbeitet, entstand in Zusammenarbeit mit der ukrainischen Dichterin Tanja Maljartschuk und dem Produzenten Tomáš Kašpar.
2020 veröffentlichte Gryniva auch die Single Spivanka auf Kurt Rosenwinkels Label Heartcore for the World (die sie mit Pedro Martins, Daniel Santiago, Michael League und Louis Cole sowie Kindern aus der Ukraine einspielte). Sie tritt auch mit dem Modern Lyric Orchestra von Kenneth Dahl Knudsen, mit Euphonics featuring Stefan Schultze sowie im Duo mit Schlagzeuger Joe Smith und mit Soloprogrammen auf.
Ganna hat seit der russischen Invasion in der Ukraine im Februar 2022 auch Benefiz-Konzerte durchgeführt.

## Preise und Auszeichnungen
Gryniva wurde 2016 Finalistin bei dem internationalen Wettbewerb Voicingers im polnischen Żory. 2017 wurde sie mit dem Förderpreis der „Gesellschaft der Freunde und Förderer der Hochschule für Musik Franz Liszt Weimar“ ausgezeichnet. 2018, 2019 und 2020 erhielt sie (drei Jahre in Folge) das Stipendium der Neuen Liszt Stiftung.

## Diskographische Hinweise
- Nachtfarben: AIRA (Hey!jazz 2018, mit Martin Bosch, Clemens Litschko, Markus Rom und Jonas Timm sowie Nastja Volokitina, DJ Illvibe)
- Ganna: Dyki Lys (Double Moon Records 2020, mit Musina Ebobissé, Povel Widestrand, Tom Berkmann, Mathias Ruppnig)[5]
- Ganna: Home (Berthold Records 2022, mit Musina Ebobissé, Povel Widestrand, Tom Berkmann, Mathias Ruppnig)[7][2]
- Ganna: Kupala (Berthold Records 2023, mit Julian Sartorius)[8]